# Macizo del Montnegre
El macizo del Montnegre (literalmente Montenegro) es un conjunto montañoso de la Cordillera Litoral, situado entre las comarcas catalanas del Maresme, el Vallés Oriental y la Selva.

## Situación
Está situado al norte de la comarca del Maresme y al este del Vallés Oriental, extendiéndose desde la Tordera hasta el puerto de Collsacreu, que lo une con la Sierra del Corredor. Forma parte de los municipios de Vallgorguina, Sant Celoni, Gualba, Fogás de Tordera, Tordera, San Acisclo de Vallalta y San Cipriano de Vallalta.
El macizo alberga las cumbres más elevadas de la Cordillera Litoral, como el Turó d'en Vives o el Turó Gros, ambos con altitudes superiores a los 750 metros.

## Historia
El macizo ha estado poblado desde el Neolítico como atestigua el dolmen de la Pedra Gentil, en el municipio de Vallgorguina. Así, en el macizo se formaron diferentes núcleos de población como San Acisclo, San Cipriano, Orsavinyá, Valmanya, Sant Pere de Riu, Fogars, Ramió, Fuirosos, Montnegre, Vilardell, Olzinelles y Vallgorguina.